# Gejza Schiller

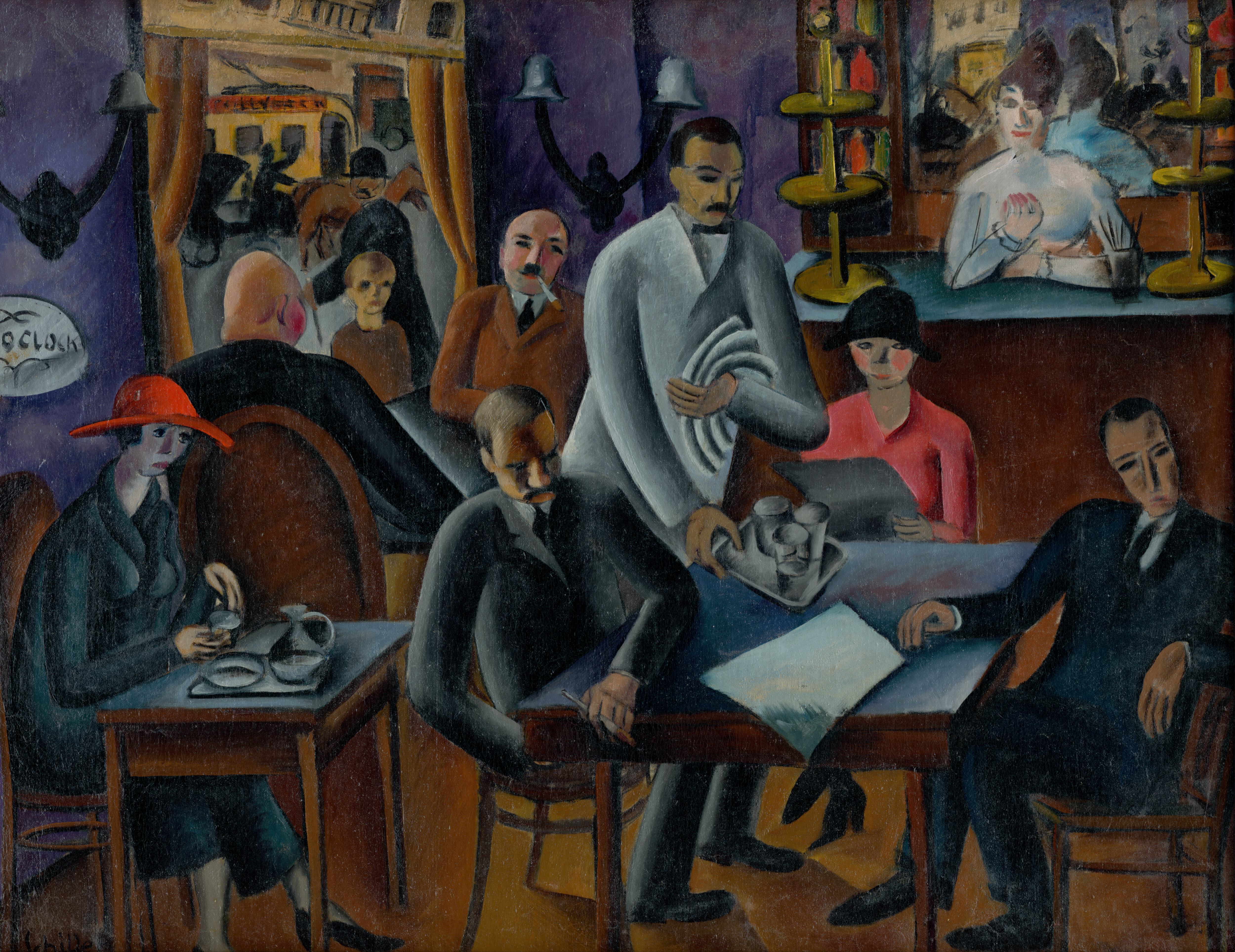
Gejza Schiller: V kaviarni (Im Café), 1924. Ostslowakisches Museum, Košice

Gejza (Géza) Schiller (* 21. April 1894 in Budapest; † 27. Januar 1928 ebenda) war ein ungarischer Maler, Grafiker und Illustrator. Gejza Schiller gilt als wichtiger Vertreter der sogenannten Košicer Moderne (Ostslowakische Avantgarde, Košicer Kreis) der 1920er Jahre.

## Leben
Gejza Schiller wurde 1894 in Budapest geboren. Er studierte wahrscheinlich in Budapest und später in Berlin. Nach dem Sturz der ungarischen Räterepublik 1919 emigrierte er nach Berlin. 1922 stellte er in Uschhorod aus, 1923 zusammen mit František Foltýn im Ostslowakischen Museum in Košice. Ab 1924 lebte er in Siebenbürgen, wo er sich auch literarischen und theoretischen Arbeiten widmete. Gejza Schiller nahm aktiv am Budapester Kunstleben teil, stellte in Műcsarnok aus und traf sich mit einem Kreis linker Künstler. Nach dem Zusammenbruch der ungarischen Sowjetrepublik fand er wie viele seiner Kollegen Zuflucht in Košice. Dort schuf er seine bedeutendsten Werke, die sich am Kubismus Pablo Picassos orientierten. In seinen Werken reagierte er lyrisch sowohl auf die städtische Lebensweise als auch auf die Landschaft in der Umgebung von Košice. Sein engster Freund und Kollege František Foltýn lebte in der ersten Hälfte der 1920er Jahre in Košice, bevor er nach Paris ging. Schiller und Foltýn standen in engem Kontakt zu Josef Polák. Im Jahr 1923 organisierten sie eine gemeinsame Ausstellung im Ostslowakischen Museum. Bereits 1921 hatte Schiller zusammen mit Vilmos Perlrott-Csaba, Margit Gráber, Maria Galimberti, Karol (Károly) Quittner, Oskar Ember und Árpád Balázs an einer Gruppenausstellung im Museum teilgenommen. Gejza Schiller starb am 27. Januar 1928 im Alter von 33 Jahren in Budapest.

## Werk

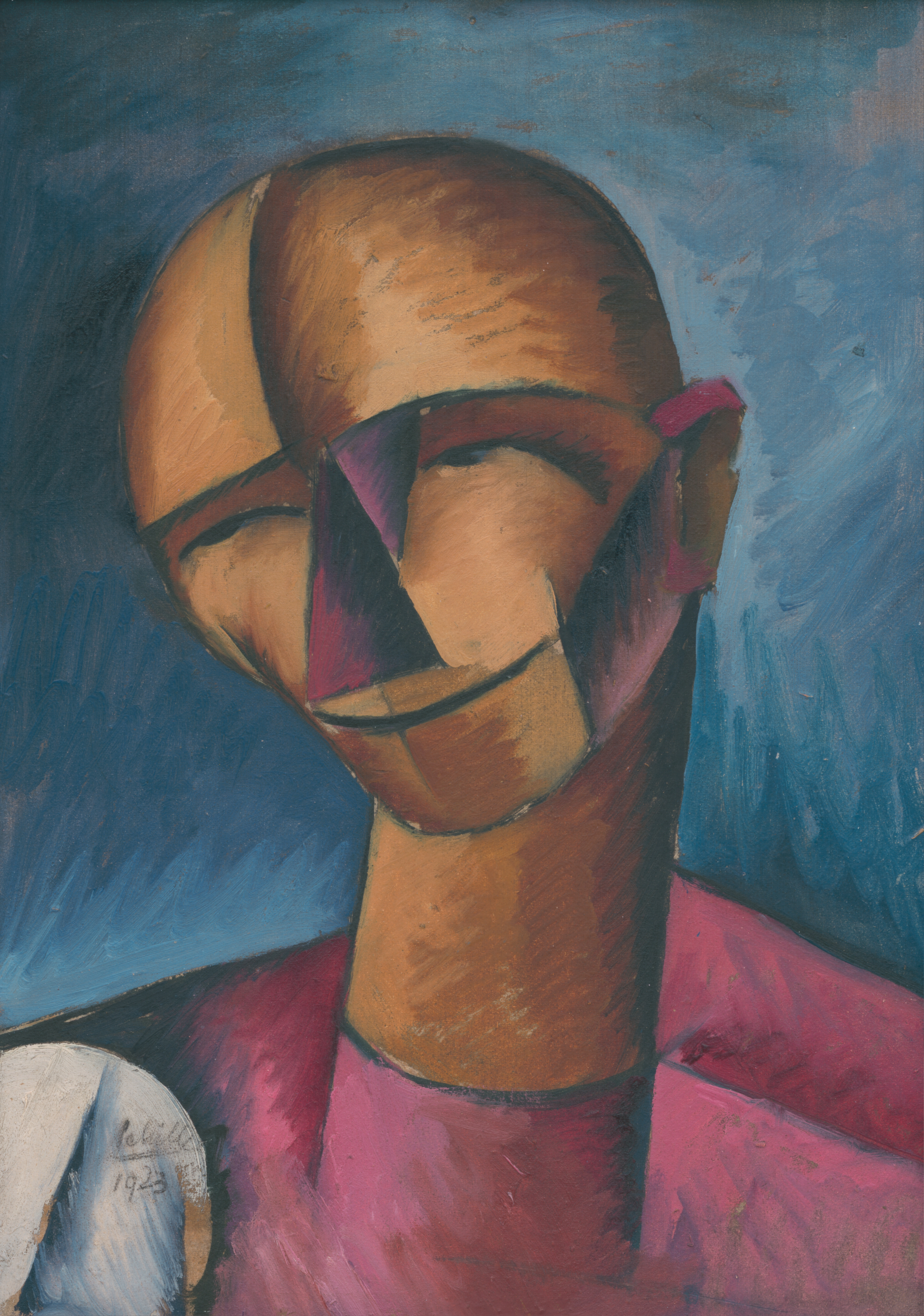
Gejza Schiller: Hlava muža (Männerkopf), 1923. Ostslowakisches Museum, Košice

Gejza Schillers Werk ist geprägt von einer Mischung aus Expressionismus und Kubismus. Seine Bilder zeigen häufig ländliche Szenen, Porträts und Stadtansichten. Bekannte Werke sind „Hlava muža“ (Kopf eines Mannes), „Z práce“ (Bei der Arbeit), „Záber z Levoče“ (Blick auf Levoča), „Hospodársky dvor“ (Bauernhof) und „Im Café“ (1924).